# Adolescent (seriál)
Adolescent (původní název Adolescence) je britské čtyřdílné televizní psychologické drama (minisérie) z roku 2025. Režisérem filmu je Philip Barantini, autory scénáře Stephen Graham a Jack Thorne. Hlavním hrdinou je třináctiletý školák Jamie Miller (Owen Cooper), který je zatčen po vraždě dívky ve škole. Jednotlivé díly minisérie byly natočeny v jednom souvislém záběru.

## Příběh
Policie vtrhne do domu spořádaného instalatéra Eddieho Millera (Stephen Graham), aby zatkla jeho třináctiletého syna Jamieho (Owen Cooper) za vraždu. Jamie je umístěn do cely předběžného zadržení a vyšetřován na základě podezření ze spáchání vraždy své spolužačky Katie Leonard. Mezi podezřelými spolupachateli jsou také jeho kamarádi Ryan a Douglas. Vyšetřovatelé Luke Bascombe (Ashley Walters) a Misha Frank (Faye Marsay) navštíví Jamieho školu, aby zjistili podrobnosti k celému případu a zajistili důkaz v podobě vražedné zbraně. Na základě žádosti o pomoc s případem nabídne pomoc Bascombův syn Adam. Ten vysvětlí svému otci, že byl Jamie šikanován svou spolužačkou na Instagramu a popíše mu význam jednotlivých emotikonů, které odkazují na hnutí Incel a vliv hnutí Andrewa Tatea. O třináct měsíců později. Jamie je umístěn do nápravného zařízení a čeká jej soud. Psycholožka Briony Ariston (Erin Doherty) zpovídá Jamieho kvůli nezávislému soudnímu profilu. Nezávazná debata ústí v opakované verbální napadení z Jamieho strany a odhaluje jeho nezralost a problematický vztah k ženám. Rodina se mezitím musí vypořádat s absencí svého syna, ale také nenávistí svého okolí.

## Produkce
Čtyřdílná televizní série byla natočena nezvyklou metodou – každý díl série byl natočen na jeden záběr s precizním využitím mizanscény a pohybů kamery. Natáčení probíhalo od července do října 2024. Každý díl byl natočen několikrát a poté byla tvůrci vybrána nejlepší verze. Producenty filmu jsou Stephen Graham, Jack Thorne, Philip Barantini ale také Brad Pitt.

## Uvedení
Série měla premiéru na Netflixu 13. března 2025. a stala se nejsledovanějším streamovaným televizním pořadem ve Spojeném království za jediný týden, čímž překonala rekord seriálu Fool Me Once z ledna 2024. Během prvních tří týdnů si seriál na této platformě připsal 96,7 milionu zhlédnutí. V týdnu končícím 30. března 2025 zaznamenal 30,4 milionu zhlédnutí a umístil se v první desítce nejsledovanějších seriálů ve všech 93 zemích, které Netflix sleduje podle svých top 10 metrik. 
Díky tomuto výkonu se seriál Adolescent umístil na devátém místě v žebříčku sledovanosti Netflixu, který vychází z údajů o sledovanosti shromážděných za prvních 91 dní dostupnosti titulu.

## Přijetí
Série získala velmi kladné přijetí od kritiků a recenzentů. Britský deník The Guardian označil za počin „téměř dokonalý.“ Podle Antonína Tesaře je série „naléhavá a bezvýchodná“.

## Obsazení
| Stephen Graham | Eddie Miller           |
| Ashley Walters | detektiv Luke Bascombe |
| Faye Marsay    | detektivka Misha Frank |
| Erin Doherty   | psycholožka            |
| Owen Cooper    | Jamie Miller           |

## Politický dopad
Podle deníku The Guardian seriál poukazuje na způsoby, jakými mužská sféra ovlivnila dospívající chlapce, postavy v seriálu přímo jmenují Andrewa Tatea a komunitu "red pill" jako klíčové vlivy na Jamieho a další chlapce jeho věku. Poslankyně parlamentu Anneliese Midgleyová vyzvala k promítání seriálu v parlamentu a ve školách s tím, že by mohl pomoci v boji proti misogynii a násilí na ženách a dívkách. Premiér Keir Starmer tuto výzvu podpořil a na Twitteru napsal: „Jako otce mě sledování Adolescenta s mým dospívajícím synem a dcerou silně zasáhlo.“ Po Starmerově podpoře byl seriál uvolněn ke sledování na britských středních školách.